# Varan malais
Varanus salvator
Espèce
Synonymes
- Stellio salvator Laurenti, 1768
- Tupinambis bivittatus Kuhl, 1820
- Monitor nigricans Cuvier, 1829
- Monitor exilis Gray in Griffith, 1831
- Monitor bivittatus var. celebensis Schlegel, 1844
- Monitor bivittatus var. javanica Schlegel, 1844
- Monitor salvator (Laurenti, 1768)
- Varanus crocodilinus Owen, 1845
- Varanus scutigerulus Barbour, 1932
- Varanus salvator kabaragoya Deraniyagala, 1947
- Varanus salvator nicobariensis Deraniyagala, 1947
- Varanus salvator komaini Nutaphand, 1987

Statut de conservation UICN

VUces lézards sont chassés chaque année en quantités pour leur peau, utilisé dans l'industrie du cuir, notamment sous forme de ceintures. : Vulnérable
Statut CITES
Le Varan malais, Varanus salvator, est une espèce de sauriens de la famille des Varanidae. Il est parfois appelé Varan à deux bandes, dragon noir ou Varan aquatique d'Asie.

## Description

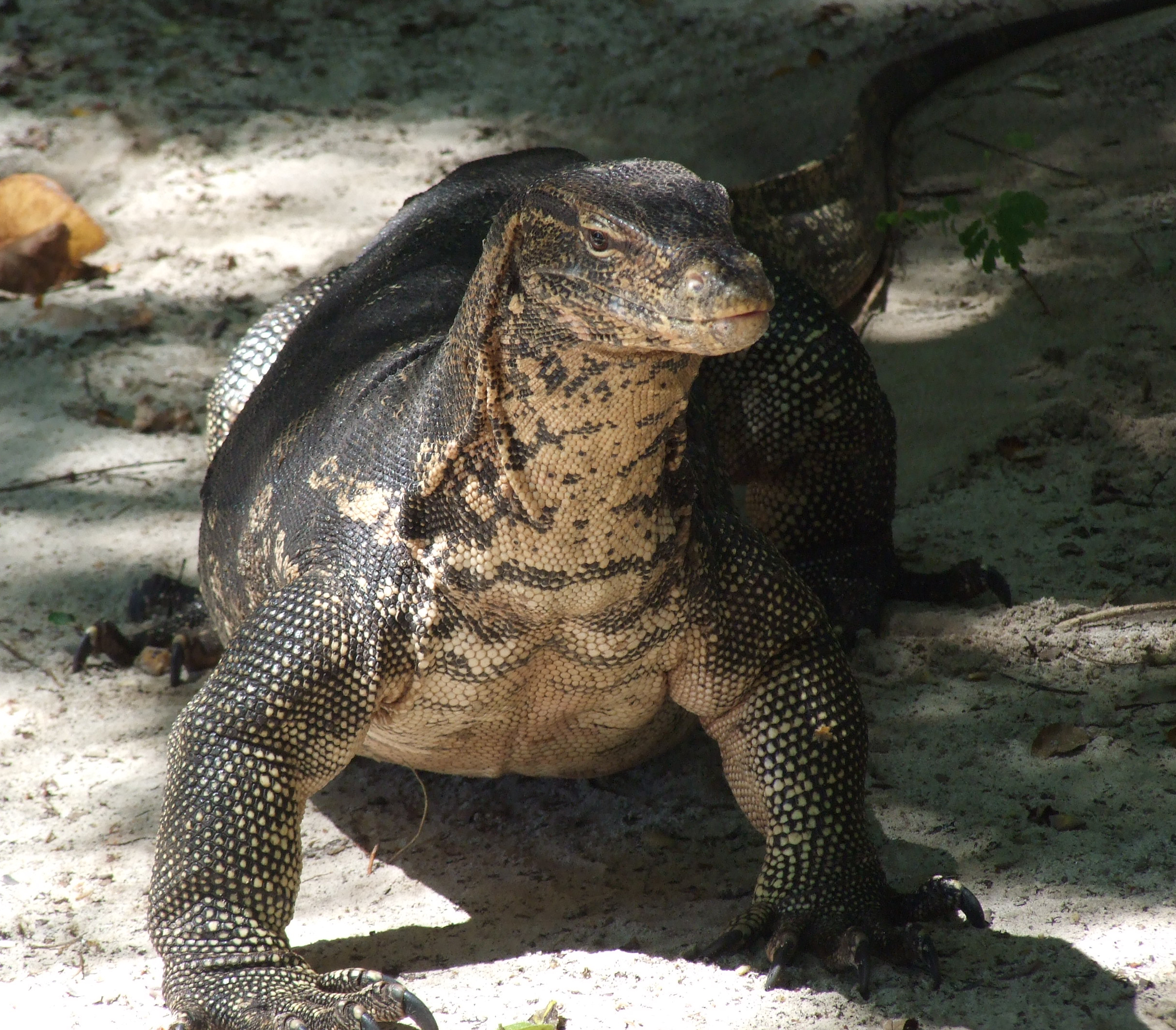
Varan malais, parc national de Koh Lanta, Thaïlande

Le Varan malais est un grand lézard ovipare diurne. Il peut atteindre presque 3 m de long et peser jusqu’à 60 kg. Le plus grand varan de cette espèce capturé mesurait 3,21 m. Cependant, la moyenne des individus est entre 1,5 et 2 m.
Il vient en troisième position par la taille après le Varan-crocodile et le Dragon de Komodo.

C'est un animal semi aquatique. Il nage très bien, plonge et peut rester plus d'une demi-heure sous l'eau. Sur la terre ferme il se déplace aussi rapidement.

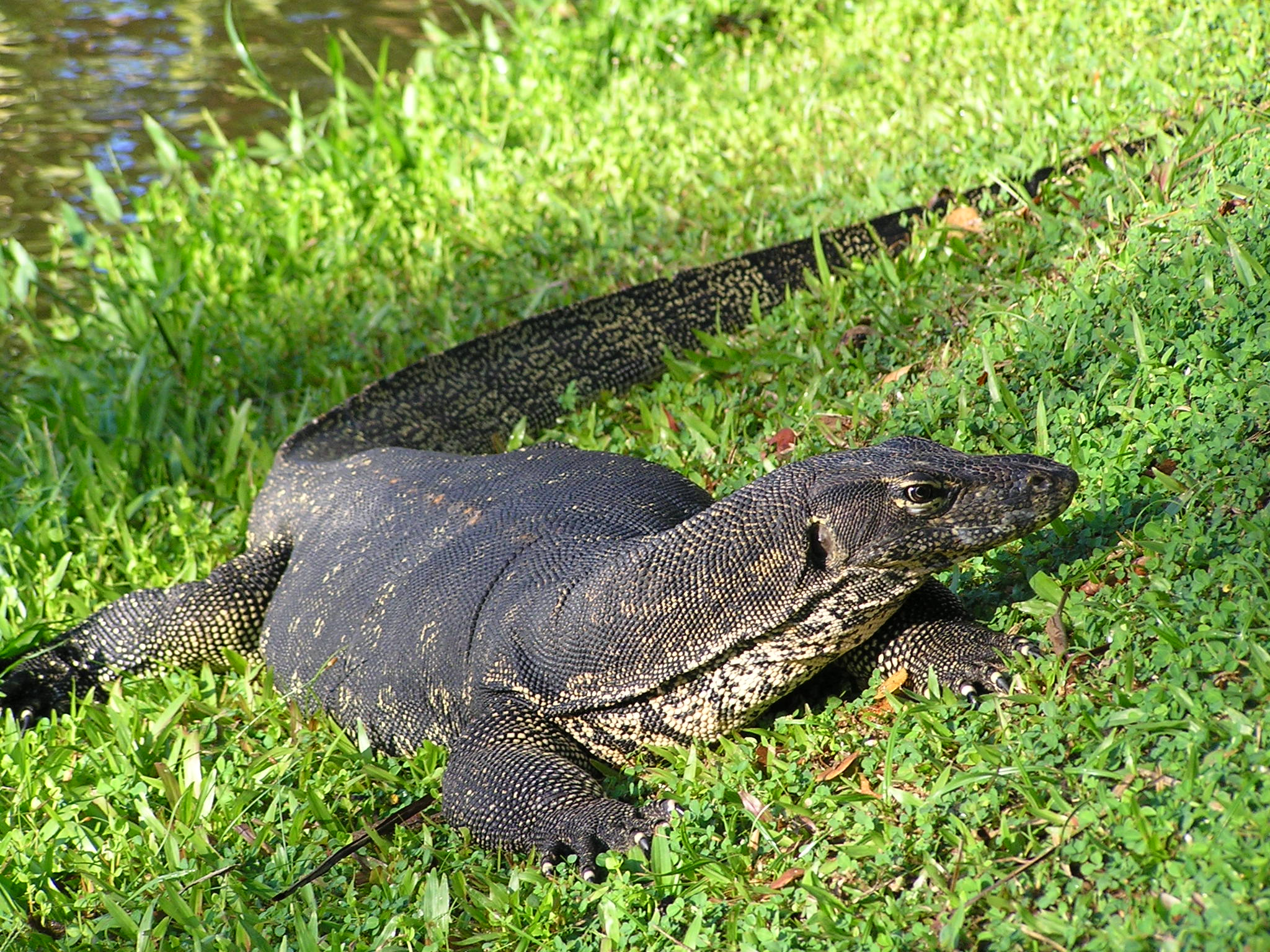
Varan malais, île de Bornéo

Si un varan surpris est dans l'impossibilité de s'enfuir, il se défend férocement à coups de dents, à coups de griffes et à coups de queue.
Sa bouche est un véritable bouillon de culture de bactéries et de germes putrides.

## Répartition

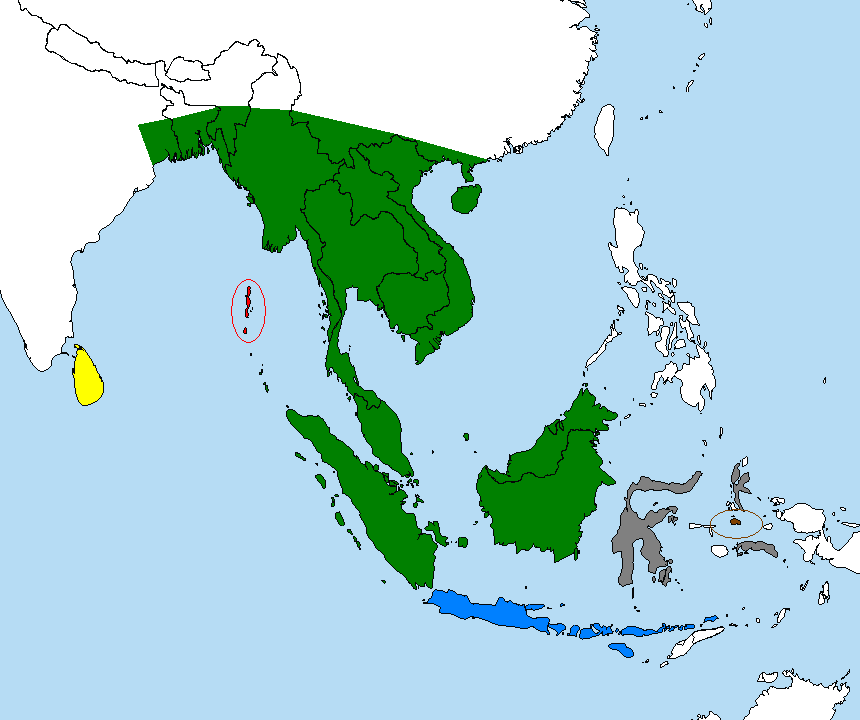
Répartition :
jaune : Varanus salvator salvator
vert : Varanus salvator macromaculatus
bleu : Varanus salvator bivittatus
rouge : Varanus salvator andamanensis
marron : Varanus salvator ziegleri
gris : pas de populations distinctes

Cette espèce se rencontre :
- dans le nord-est de l'Inde ainsi que dans les îles Andaman-et-Nicobar;
- au Sri Lanka ;
- au Bangladesh ;
- en Birmanie ;
- en Thaïlande ;
- au Viêt Nam ;
- au Laos ;
- au Cambodge ;
- en Malaisie ainsi que sur l'île de Tioman ;
- à Singapour ;
- en Indonésie sur les îles de Sumatra, de Bornéo, de Nias, d'Enggano, de Bangka, de Java, de Bali, de Lombok, de Sumbawa, de Florès, de Wetar et de Sulawesi ainsi que sur les îles Obi ;
- dans le sud de la République populaire de Chine dans les provinces du Guangdong, du Hainan, du Guangxi, du Yunnan et à Hong Kong.

## Habitat
Le varan aquatique d'Asie vit dans les forêts tropicales, dans les mangroves et les marécages, au bord des cours d'eau ou des lacs et il se hasarde parfois près des habitations et des poulaillers pour voler des œufs et manger des volailles (il est mangeur de poules, comme l'était le renard en France, donc détesté des paysans).

On le rencontre même dans Bangkok.

Varans au cœur de Bangkok
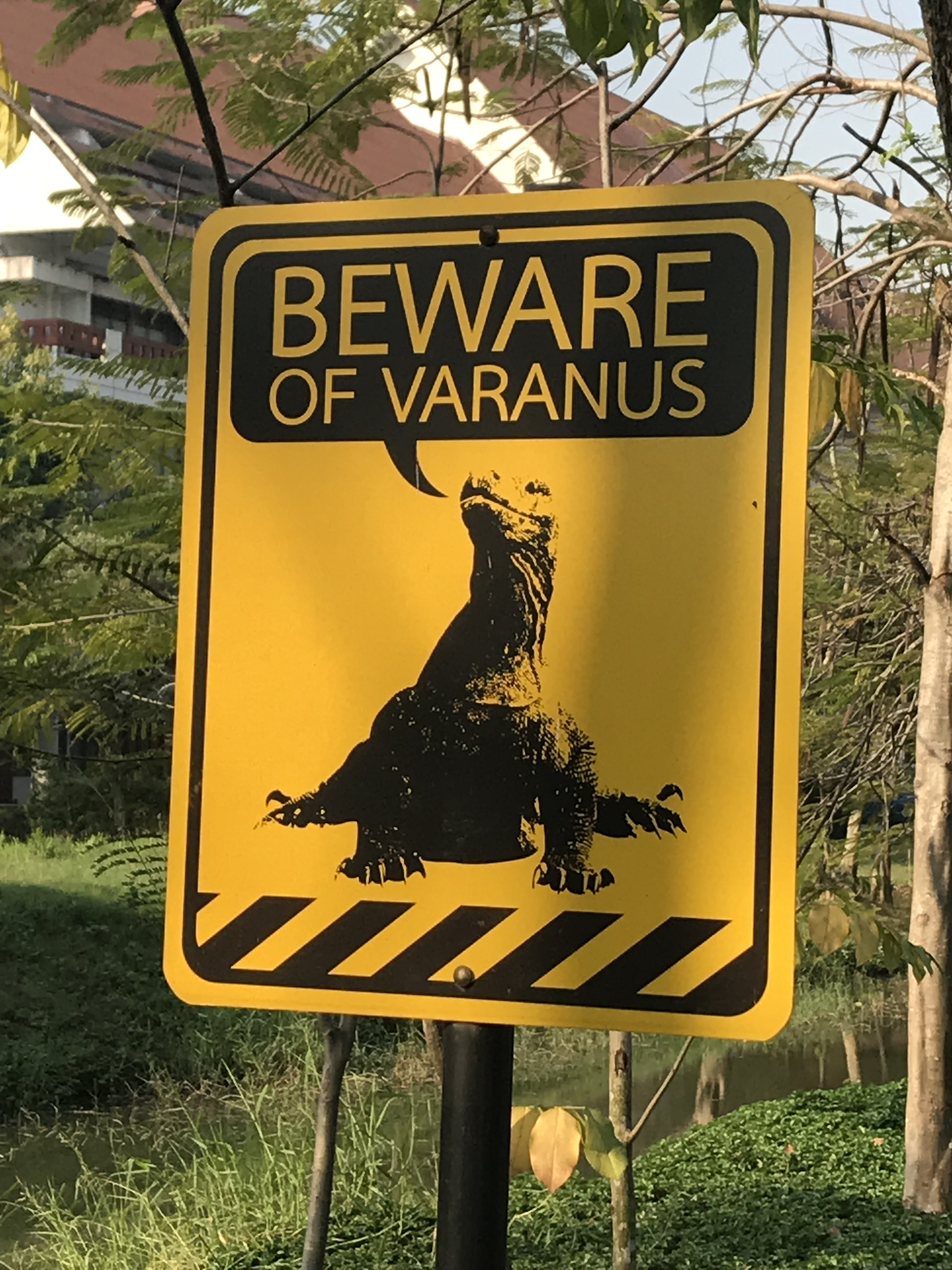
Près de l'université de Thammasat
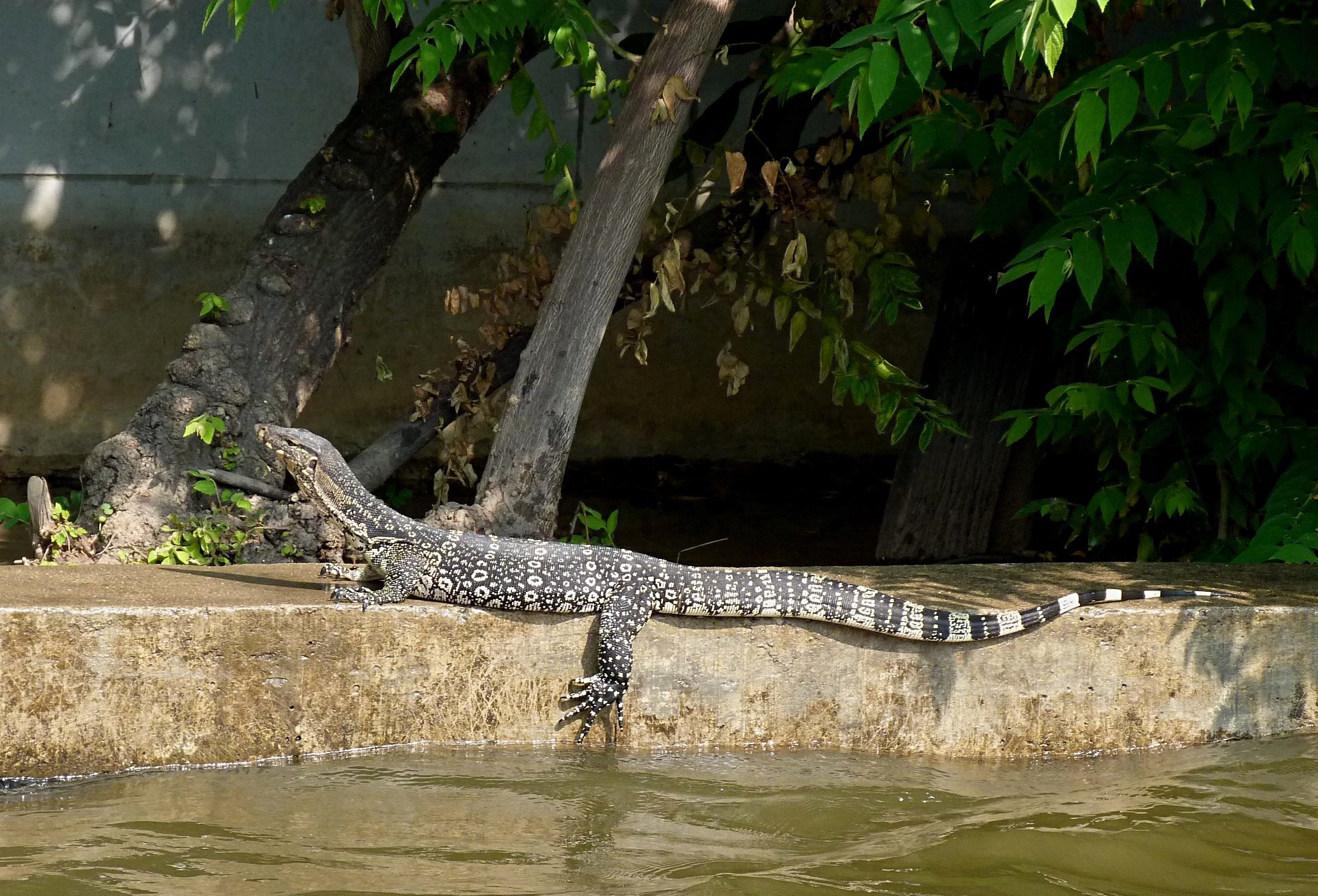
Le long des canaux de la capitale
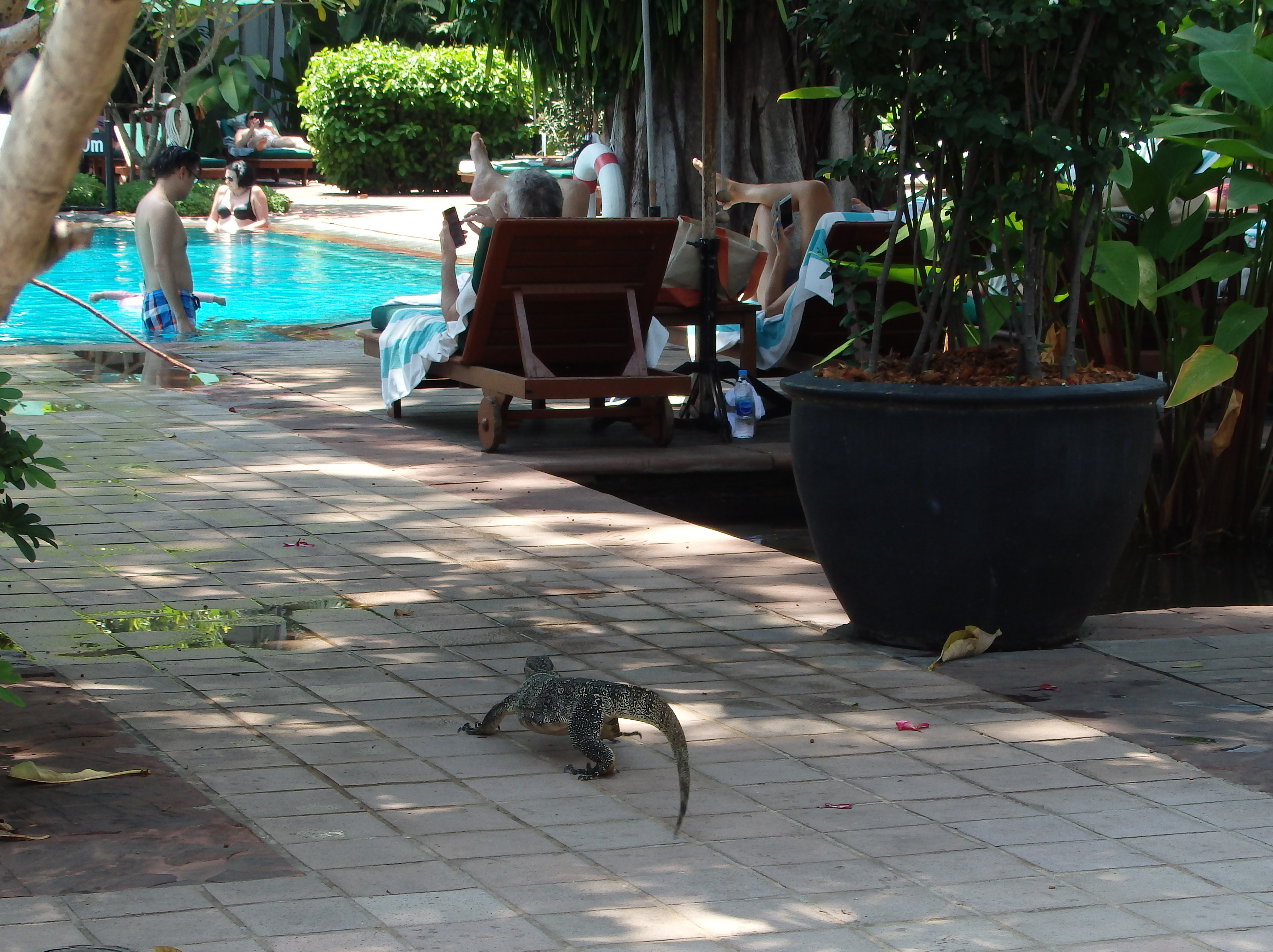
A Thonburi
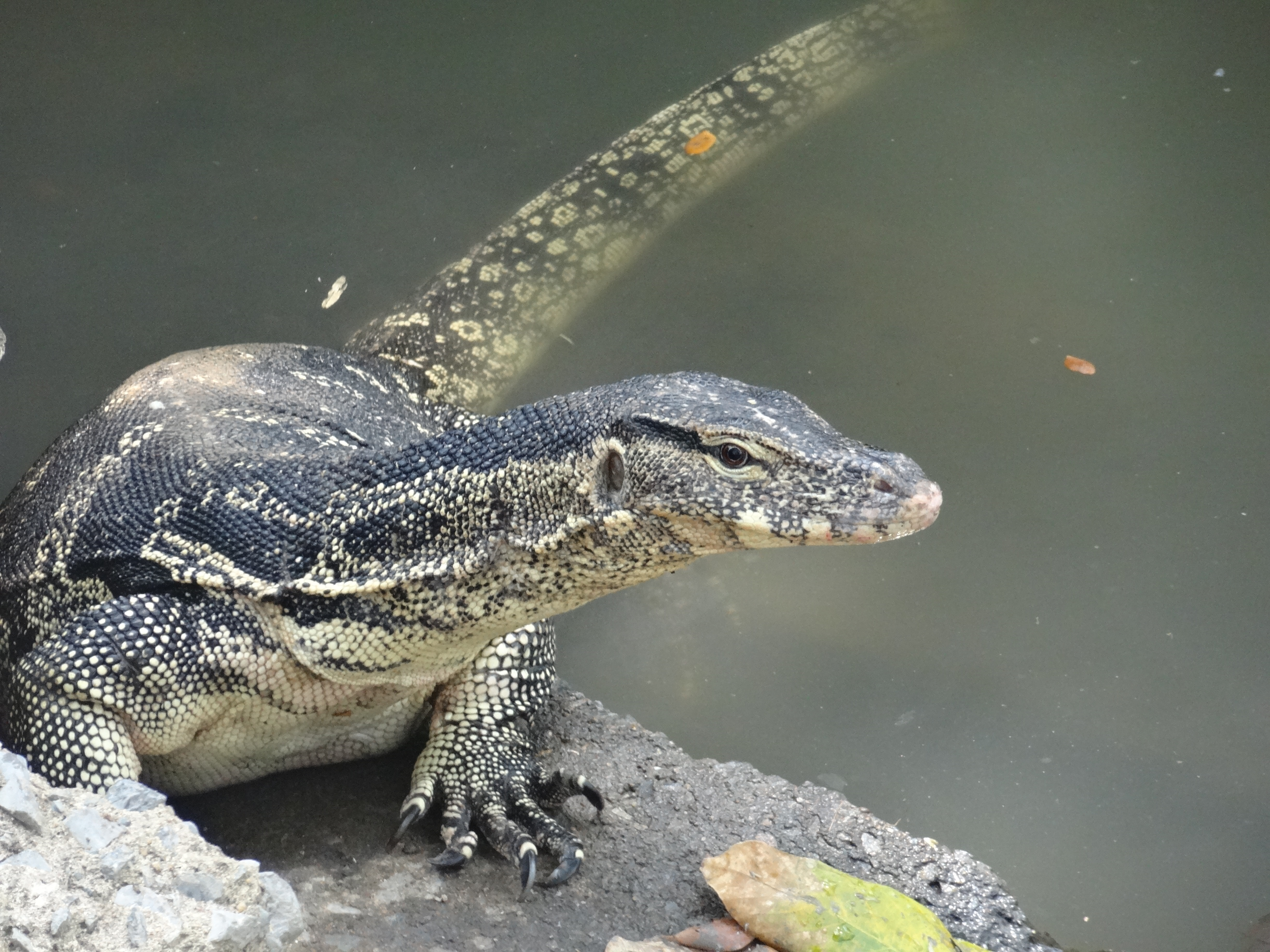
Au parc Lumphini
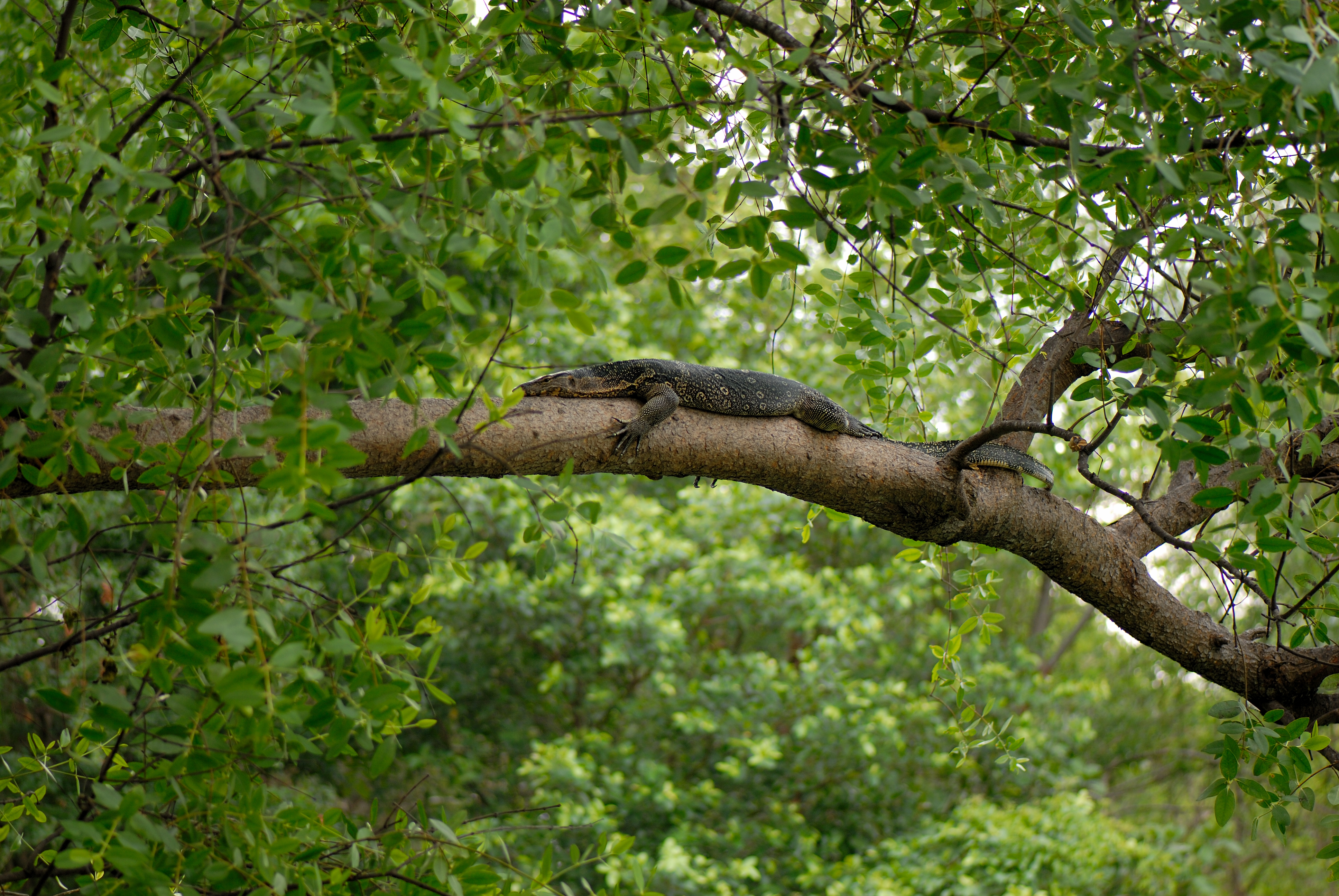
Au parc Rama IX

## Alimentation
Le varan aquatique d'Asie est carnivore.
Il mange des poissons, des grenouilles, des petits lézards, des rongeurs dont des rats, des oiseaux, des crabes d'eau douce et des serpents. Parfois il dévore même des tortues et de jeunes crocodiles.

## Reproduction
La femelle pond en général de 5 à 25 œufs qu'elle enterre dans le sable ou l'humus. Après 7 à 9 mois l'éclosion a lieu et les jeunes varans se nourrissent d'insectes et de petits invertébrés.

## Étymologie et noms locaux
Le nom de varan vient de l'arabe waral (ورل).
En Thaïlande, on l'appelle เหี้ย et aussi ตัวกินไก่ (la Bête qui mange les poulets) ou น้องจระเข้ (le petit frère du crocodile) ou bien dragon noir (มังกรดำ) ou varan noir (เหี้ยดำ). Cet animal a mauvaise réputation et un mauvais garçon s'appelle aussi เหี้ย.

## Liste des sous-espèces
Selon The Reptile Database (19 avril 2012) :
- Varanus salvator salvator (Laurenti, 1768)
- Varanus salvator andamanensis Deraniyagala, 1944
- Varanus salvator bivittatus (Kuhl, 1820)
- Varanus salvator macromaculatus Deraniyagala, 1944
- Varanus salvator ziegleri Koch & Böhme, 2010

## Taxinomie
Les sous-espèces Varanus salvator cumingi, Varanus salvator marmoratus, Varanus salvator nuchalis et Varanus salvator togianus ont été élevées au rang d'espèces.

## Publications originales
- Deraniyagala, 1944 : Four New Races of the Kabaragoya Lizard Varanus salvator. Spolia Zeylanica, vol. 24, p. 59-62.
- Koch & Böhme, 2010 : Heading East: a New Subspecies of Varanus salvator from Obi Island, Maluku Province, Indonesia, with a Discussion about the Easternmost Natural Occurrence of Southeast Asian Water Monitor Lizards. Russian Journal of Herpetology, vol. 17, no 4, p. 299-309 (texte intégral)
- Kuhl, 1820 : Beiträge zur Zoologie und vergleichenden Anatomie, p. 1-152 (texte intégral).
- Laurenti, 1768 : Specimen medicum, exhibens synopsin reptilium emendatam cum experimentis circa venena et antidota reptilium austriacorum Vienna Joan Thomae p. 1-217 (texte intégral).